# Жанна де Бурбон-Вандом
Жанна де Бурбон-Вандом (фр. Jeanne de Bourbon-Vandôme; 1465 — 22 января 1511), по прозванию la Belle — в первом браке герцогиня де Бурбон, супруга Жана II де Бурбона, а после его смерти супруга Жана IV де Ла Тур-д’Овернь и графиня Оверни с 1495 г., через свою вторую дочь является бабушкой могущественной королевы Франции Екатерины Медичи.

## Биография
Дочь Жана II де Бурбона, графа Вандома и Изабель де Бово (ок. 1436—1474), дамы де Шампиньи и де Ла-Рош-сюр-Йон (дочери сенешаля Анжу Людовика де Бово и Маргариты де Шамбли).
1-й муж: с 12 апреля 1487 Жан II Добрый (1426 — 1 апреля 1488), герцог де Бурбон. Единственный ребёнок:
- Людовик (род. и ум. 1488), граф де Клермон

2-й муж: Жан IV де Ла Тур-д'Овернь (1467 — 28 марта 1501), граф Оверни. Их дети:
- Анна де Ла Тур-д’Овернь (1496—1524), замужем за Джоном Стюартом, герцогом Олбани
- Мадлен де ла Тур-д’Овернь (ок. 1500 — 28 апреля 1519) — мать будущей королевы Франции Екатерины Медичи
- не известная по имени дочь (умерла вскоре после родов в 1501 году).

3-й муж: с 1503 года - Франсуа де ла Пос, барон де ла Гард

## В искусстве
В Лувре находится её надгробие, изображающее полуразложившийся труп женщины, из живота которого выскакивают насекомые - пугающий образчик memento mori.